# Нестор Сенра
Нестор Сенра (ісп. Néstor Senra, нар. 4 січня 2002, Севілья) — іспанський та екваторіальногвінейський футболіст, захисник іспанського клубу «Реал Авілес».

## Клубна кар'єра
Народився 4 січня 2002 року в місті Севілья. Вихованець футбольної школи клубу «Севілья».
У дорослому футболі дебютував 2020 року виступами за команду «Севілья C», у якій провів три сезони, взявши участь у 70 матчах чемпіонату. Більшість часу, проведеного у складі У складі, був основним гравцем захисту команди.
До складу клубу «Реал Авілес» приєднався 2023 року. Станом на 26 грудня 2023 року відіграв за клуб з Авілеса 8 матчів в національному чемпіонаті.

## Виступи за збірну
У 2021 році дебютував в офіційних матчах у складі національної збірної Екваторіальної Гвінеї.
| Дата     | Місто | Господарі | Результат | Гості                | Турнір            | Голи | Примітки |
| -------- | ----- | --------- | --------- | -------------------- | ----------------- | ---- | -------- |
| 3-9-2021 | Радес | Туніс     | 3 – 0     | Екваторіальна Гвінея | Відбір до ЧС 2022 | -    | 79'      |
| Усього   |       | Матчів    | 1         |                      | Голів             | 0    |          |